# Worthington (Ohio)
Worthington é uma cidade no estado americano do Ohio, no Condado de Franklin.

## Demografia
Segundo o censo norte-americano de 2000, a sua população era de 14.125 habitantes.
Em 2006, foi estimada uma população de 13.079, um decréscimo de 1046 (-7.4%).

## Geografia
De acordo com o United States Census Bureau tem uma área de 14,7 km², dos quais 14,7 km² cobertos por terra e 0,0 km² cobertos por água.

## Localidades na vizinhança
O diagrama seguinte representa as localidades num raio de 12 km ao redor de Worthington.